# Massacre de Boali (2014)
Pour les articles homonymes, voir Massacre de Boali (2013) et Boali (homonymie).
- Bouca
- Gaga
- Bouar
- Massacre de Bouar
- Incendie de Camp Bangui
- 1er Massacre de Boali
- 2e Bangui
- Bossangoa
- Opération Sangaris
- Bozoum
- Massacre de Bohong
- Massacre de Bossembélé‎
- Massacre de Bossemptélé
- Massacre de Baoro
- 2e Massacre de Boali
- 1er Grimari
- 2e Grimari
- Boguila
- Batangafo

Le massacre de Boali se déroule pendant la guerre civile de Centrafrique.

## Déroulement
L'incident survient le 24 mars 2014, lorsqu'un chef anti-balaka local, le général auto-proclamé Maurice Mokono, tire deux coups de feu en l'air avec un fusil AK-47, alors qu'il est totalement ivre. Alertés par les tirs, les soldats congolais de la MISCA interviennent pour confisquer l'arme. Mais le général Mokono refuse et une violente altercation s'ensuit avec le capitaine Abena, le commandant du contingent congolais. Mokono demande même à un moment à ses hommes de prendre les armes contre la MISCA. Mokono et Abena demandent alors à Xavier-Arnaud Fagba, prêtre catholique local qui avait abrité 700 musulmans dans son église de janvier à mars, d'intervenir en tant que médiateur. Les deux partis semblent alors se réconcilier et Mokono repart chez lui vers 17 heures.
Mais vers 18 h 30, un véhicule transportant trois soldats de République du Congo, servants au sein de la MISCA, est attaqué par des insurgés dans le marché de Boali. Un des soldats congolais est tué et les deux autres occupants du véhicules sont légèrement blessés. L'Union africaine annonce alors que les Congolais ont répliqué et tué 12 assaillants, dont un chef.
Le 26 mars, l'Union africaine qualifie désormais les anti-balaka de « terroristes » et déclare dans un communiqué : « En conséquence, la Misca considère les anti-balaka comme des terroristes et des ennemis combattants et ils seront traités comme tels. »

## Enlèvements
Mais selon Human Rights Watch après l'affrontement, une vingtaine de soldats congolais viennent cerner la maison du général Mokono et capturent toutes les personnes à l'intérieur, soit au moins sept hommes et quatre femmes. Les Congolais abattent également un garçon qui tentait d'avertir le général anti-balaka et avait refusé d'obéir à l'ordre donné par les soldats de la MISCA de s'arrêter et de s'asseoir.
Selon les déclarations d'un témoin à HRW, les personnes enlevées sont : « le général Maurice Mokono ; son frère Zaboro, âgé de 60 ans ; l'aide de camp de Mokono, Téké, 29 ans ; le jeune frère de Mokono, Gbagéné, 32 ans ; un combattant anti-balaka nommé Grâce à Dieu, 19 ans ; le garde du corps du général, nommé Risquer, âgé de 30 à 40 ans ; Laurie, 22 ans, la femme du général qui était enceinte ; Ingrid, une survivante musulmane d'un massacre anti-balaka âgée de 18 ans que le général avait obligée à épouser son fils ; Jalina, 24 ans, la femme d'un commandant anti-balaka tué dans des combats à Bangui ; et la femme âgée de 25 ans de Téké ». Deux enfants âgés l'un de 10 ans, l'autre de 7 mois figurent parmi les personnes enlevées.
Au moins sept autres personnes sont par la suite arrêtées, car généralement portant des gris-gris caractéristiques des anti-balaka. Selon Human Rights Watch le sort des captifs demeure inconnu en septembre 2014, et l'organisation humanitaire estime qu'ils ont probablement été exécutés,.
Le 16 février 2016, les corps des 12 disparus sont exhumés à Baoli. Selon Human Rights Watch, au moins 18 personnes ont été exécutées par des soldats de la République du Congo en République centrafricaine de décembre 2013 à juin 2015.